# Cyathea scabra
Cyathea scabra är en ormbunkeart som beskrevs av Bak. Cyathea scabra ingår i släktet Cyathea och familjen Cyatheaceae. Inga underarter finns listade.